# Emerson Oronte
Emerson Oronte, né le 29 décembre 1990 à Cohasset en Californie, est un coureur cycliste américain, professionnel entre 2011 et 2021.

## Palmarès
- 2010
  - Purgatory Road Race
  - Tokeneke Classic
- 2015
  - San Dimas Stage Race :
    - Classement général
    - 1re étape (contre-la-montre)

  - 2e du Mount Evans Hill Climb
- 2017
  - 2e étape de la Chico Stage Race
  - 3e de la Redlands Bicycle Classic

## Classements mondiaux
| Année            | 2016 | 2017   | 2018   |
| ---------------- | ---- | ------ | ------ |
| UCI America Tour | 495e | 147e   |        |
| UCI Europe Tour  |      | 1 747e | 1 775e |